# RD-250
RD-250 (GRAU Index 8D518)は2基のノズルを備えるN2O4とUDMHを酸化剤リッチ二段燃焼サイクルで燃焼する一連の液体式 ロケットエンジン。RD-250はOKB-456によってヤンゲリの PA ユージュマシュの大陸間弾道ミサイルであるR-36 (ミサイル) (8K67)のために開発された。複数の派生機種が同様にツィクロン-2とツィクロン-3打ち上げ機にも使用される。ツィクロン-4での使用も予定されていたが、生産終了により計画は中止された。

## 派生型
複数の派生型がある:
- RD-250 (GRAU Index 8D518): シリーズの原型。R-36で使用された。3基のRD-250を束ねてRD-251の形態になる。
- RD-250P (GRAU Index 8D518P): RD-250の改良型。R-36Pで使用された。3基のRD-250Pを束ねてRD-251Pの形態になる。
- RD-250M (GRAU Index 8D518M): RD-250Pの改良型。R-36-Oで使用された。3基のRD-250Mを束ねてRD-251Mの形態になる。
- RD-250PM (GRAU Index 8D518PM): RD-250Mの改良型。ツィクロン-3で使用された。3基のRD-250PMを束ねてRD-261の形態になる。
- RD-252 (GRAU Index 8D724): 真空中での運転に最適化されたRD-250。R-36とツィクロン-2の2段目で使用された。[4]
- RD-262 (GRAU Index 11D26): RD-252の改良型。ツィクロン-3の2段目で使用された。[7]

## モジュール
これらのいくつかのエンジンは複数のエンジンが束ねられる。:
- RD-251 (GRAU Index 8D723): 3基のRD-250が束ねられた。R-36 (8K67)の1段目の推進モジュール。[3]
- RD-251P (GRAU Index 8D723P): 3基のRD-250Pが束ねられた。R-36P (8K68)の1段目の推進モジュール。
- RD-251M (GRAU Index 8D723M): 3基のRD-250Mが束ねられた。R-36-O (8K69) and ツィクロン-2の1段目の推進モジュール。
- RD-261 (GRAU Index 11D69): 3基のRD-250PMが束ねられた。ツィクロン-3の1段目の推進モジュール。[8]

## 比較
| エンジン             | RD-250                  | RD-250P                 | RD-250M                              | RD-250PM                | RD-252                                 | RD-262                  |
| -------------------- | ----------------------- | ----------------------- | ------------------------------------ | ----------------------- | -------------------------------------- | ----------------------- |
| GRAU                 | 8D518                   | 8D518P                  | 8D518M                               | 8D518PM                 | 8D724                                  | 11D26                   |
| モジュール           | RD-251                  | RD-251P                 | RD-251M                              | RD-261                  | N/A                                    | N/A                     |
| GRAU表記のモジュール | 8D723                   | 8D723P                  | 8D723M                               | 11D69                   | N/A                                    | N/A                     |
| 開発期間             | 1962-1966               | 1967-1968               | 1966-1968                            | 1968-1970               | 1962-1966                              | 1968-1970               |
| 推進剤               | N2O4/UDMH               | N2O4/UDMH               | N2O4/UDMH                            | N2O4/UDMH               | N2O4/UDMH                              | N2O4/UDMH               |
| 燃焼室圧力           | 8.336 MPa (1,209.0 psi) | 8.336 MPa (1,209.0 psi) | 8.336 MPa (1,209.0 psi)              | 8.336 MPa (1,209.0 psi) | 8.924 MPa (1,294.3 psi)                | 8.924 MPa (1,294.3 psi) |
| 真空中での推力       | 881.6 kN (198,200 lbf)  | 881.6 kN (198,200 lbf)  | 881.6 kN (198,200 lbf)               | 881.7 kN (198,200 lbf)  | 940.8 kN (211,500 lbf)                 | 941.4 kN (211,600 lbf)  |
| 海面高度での推力     | 788.5 kN (177,300 lbf)  | 788.5 kN (177,300 lbf)  | 788.5 kN (177,300 lbf)               | 788.7 kN (177,300 lbf)  | N/A                                    | N/A                     |
| 真空中での比推力     | 301秒（2.95 km / 秒）   | 301秒（2.95 km / 秒）   | 301秒（2.95 km / 秒）                | 301.4秒（2.956 km /秒） | 317.6秒（3.115 km /秒）                | 318秒（3.12 km /秒）    |
| 海面高度での比推力   | 270秒（2.6 km /秒）     | 270秒（2.6 km /秒）     | 270秒（2.6 km /秒）                  | 269.6 s（2.644 km /秒） | N/A                                    | N/A                     |
| 全長                 | 2,600 mm (100 in)       | 2,600 mm (100 in)       | 2,600 mm (100 in)                    | N/A                     | 2,190 mm (86 in)                       | 2,190 mm (86 in)        |
| 直径                 | 1,000 mm (39 in)        | 1,000 mm (39 in)        | 1,000 mm (39 in)                     | N/A                     | 2,590 mm (102 in)                      | 2,590 mm (102 in)       |
| 乾燥重量             | 728 kg (1,605 lb)       | 728 kg (1,605 lb)       | 728 kg (1,605 lb)                    | N/A                     | 715 kg (1,576 lb)                      | 715 kg (1,576 lb)       |
| 搭載機               | R-36 (8K67) 1段目       | R-36P (8K67P) 1段目     | R-36-O (8K67-O) とツィクロン-2 1段目 | ツィクロン-3 1段目      | R-36, R36P, R-36-O, ツィクロン-2 2段目 | ツィクロン-3 2段目      |

## 北朝鮮への技術移転の可能性
複数の専門家はRD-250エンジンの技術がウクライナから北朝鮮へ移転した可能性があると主張する。この移転は中距離弾道ミサイルである火星12と大陸間弾道ミサイル (ICBM)である火星14の2種類の新型ミサイルが短期間で開発された事が根拠である。この種の技術の複雑さにより、既存のエンジンの改良やリバースエンジニアリングで到達する事は困難である。そのため、完全なエンジンが闇市場を通じて直接北朝鮮へ運ばれたとする説が有力である。逆に、北朝鮮がエンジンやR-36ミサイルそのものをロシアかソビエトから購入した事を示唆する分析がある。